# Дюмаев, Пётр Евдокимович
Пётр Евдокимович Дюмаев (1862, с. Порошино Нижнеломовского уезда Пензенской губернии — 1915, Пенза) — сельский учитель, депутат Государственной думы I созыва от Пензенской губернии.

## Биография

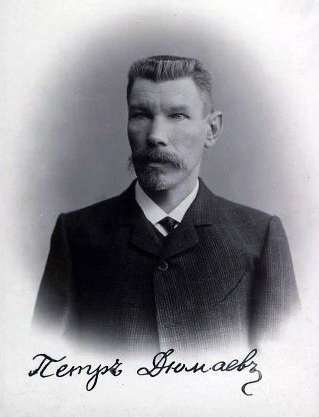
П.Е. Дюмаев, 1906

Русский, православный. Родом из крестьян села Порошино Нижнеломовского уезда Пензенской губернии. Окончил Пензенскую учительскую семинарию. Учитель двуклассной школы, преподавал в селах Кочелаево, Поим, Головинщино Пензенской губернии. Организатор музыкальной и театральной самодеятельности, прогрессивного садоводства, огородничества, пчеловодства. Оказал большое влияние на работу нелегальных кружков «социал-демократов» и «социалистов-революционеров» в селе Головинщино.
14 апреля 1906 избран в Государственную Думу I созыва от съезда уполномоченных от волостей. Входил в Трудовую группу. В работе думских комиссий не участвовал.

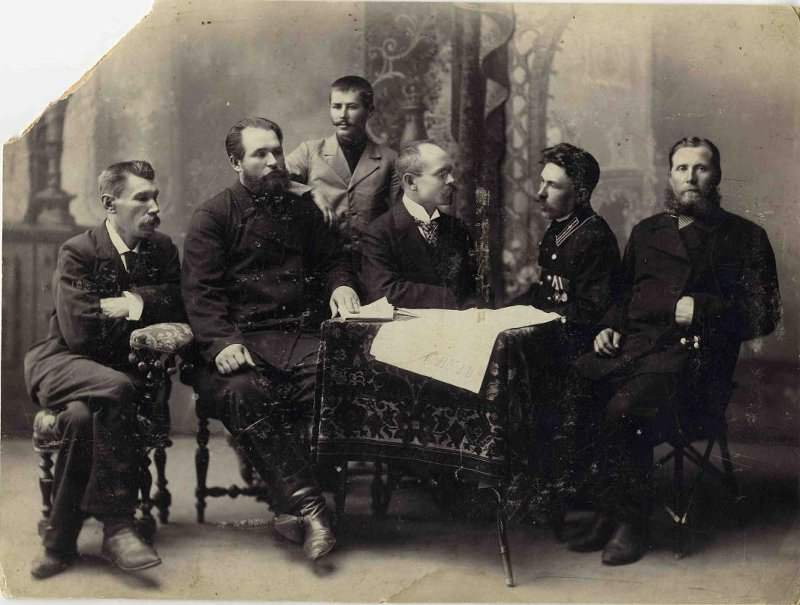
Члены государственной Думы Первого созыва от Пензенской губернии, П. Е. Дюмаев — крайний слева.

10 июля 1906 года в г. Выборге подписал «Выборгское воззвание» и осужден по ст. 129, ч. 1, п. п. 51 и 3 Уголовного Уложения, приговорен к 3 месяцам тюрьмы и лишен права быть избранным.
После ареста в соседнем селе бывшего депутата Государственной Думы В. Ф. Врагова все революционеры села Головинщино собрались в доме у Дюмаева, и трое суток охраняли его, спасая от ареста. Главным организатором охраны был местный житель Петр Спиридонович Паршин.
С 1913 жил в Пензе, работал статистиком. Скончался в 1915 году.

## Комментарии
1. ↑  Ныне Пачелмского района[1].